# ريكي ماتسودا
ريكي ماتسودا (باليابانية: 松田 力) (24 يوليو 1991 في أوساكا في اليابان – )؛ هو لاعب كرة قدم ياباني سابق كان يلعب كمهاجم.

## وصلات خارجية
- ريكي ماتسودا على موقع رابطة كرة القدم اليابانية للمحترفين (اليابانية)
- ريكي ماتسودا على موقع قاعدة بيانات كرة القدم.إي يو (الإنجليزية)
- ريكي ماتسودا على موقع Soccerway.com (الإنجليزية)
- ريكي ماتسودا على موقع عالم كرة القدم.نت (الإنجليزية)